# Роберт Вейд (економіст)
Роберт Хантер Вейд (англ. Robert Hunter Wade; нар. 1944) — політекономіст, професор глобальної політичної економії на кафедрі міжнародного розвитку Лондонської школи економіки.

## Біографія
Народився в Австралії, його батьки були новозеландськими дипломатами. Здобув освіту у Вашингтоні, Оттаві, Веллінгтоні, Новій Зеландії та Сассекському університеті.
Працював в Інституті досліджень розвитку (IDS) в 1972–1995 роках; Принстонському університеті (школа Вудро Вільсона) в 1989–1990 роках; MIT в 1990–1991 роках. Був професором політичної економії в Університеті Брауна в 1996–1999 роках.
Також працював у Світовому банку в 1984–1988 роках. Проводив польові роботи в Італії, Індії, Кореї, Тайвані та острові Піткерн.

## Праці
- Irrigation and Politics in South Korea (1982)
- Village Republics: The Economic Conditions of Collective Action in India (1988)
- Governing the Market: Economic Theory and the Role of Government in East Asia's Industrialization (1990)

Статті, перекладені українською
- Уроки Ісландії // Спільне, 20 червня 2011 (у співавторстві з  Сітлою Сіґурґейсдохтір)